# Danny Fabry
Danny Fabry, artiestennaam van Robert F. L. Esseldeurs (Leuven, 3 augustus 1948), is een Vlaamse zanger. Hij scoorde in de jaren 80 en 90 enkele grote hits in Vlaanderen. Tot begin jaren negentig was hij gehuwd met zangeres Conny Fabry. Later baatte hij een restaurant in Scherpenheuvel uit, dat hij in 2001 verkocht.

## Korte biografie
Fabry was oorspronkelijk een sologitarist bij groepen als The Young Devils, The Beatnicks en The Spotlights. Hij begon een solocarrière en tekende, na enkele uitgebrachte singles bij EMI, een contract bij de dan nieuwe platenmaatschappij BASF.
Zijn eerste productie in 1971, Kom aan de telefoon Angelina, werd een hit in Vlaanderen. Zijn carrière kreeg een nieuwe wending toen hij begin jaren tachtig belandde bij Limbo Records. Hij zong er vooral Engelstalige liedjes, zoals Please be careful with my heart, Just a little smile, I remember you, en It's a sin to miss a kiss from you. Deze behaalden de BRT Top 30.
Vanaf 1985 bracht Fabry weer Nederlandstalige platen uit. De singles Bij jou voel ik me nooit alleen, Ça c'est la vie en Blijf je bij mij werden onderscheiden met een gouden plaat. 
Twee jaar later scoorde hij nog eens goud met het liedje De telefoon huilt mee, een duet met het kindersterretje Silvy Melody. Dit nummer werd geproduceerd door Fred Bekky.

## Discografie

### Albums
| Album met hitnotering(en) in de Vlaamse Ultratop 200 albums | Datum van verschijnen | Datum van binnenkomst | Hoogste positie | Aantal weken | Opmerkingen   |
| ----------------------------------------------------------- | --------------------- | --------------------- | --------------- | ------------ | ------------- |
| De allermooiste - 40 Jaar carrière                          | 2011                  | 26-03-2011            | 42              | 7            | Verzamelalbum |
| Mijn allermooiste hits                                      | 2013                  | 11-10-2013            | 34              | 11           |               |
| 45 jaar carrière                                            | 2016                  | 02-04-2016            | 56              | 15           |               |

### Singles
| Single met hitnotering(en) in de Vlaamse Ultratop 50 | Datum van verschijnen | Datum van binnenkomst | Hoogste positie | Aantal weken | Opmerkingen                                                              |
| ---------------------------------------------------- | --------------------- | --------------------- | --------------- | ------------ | ------------------------------------------------------------------------ |
| Kom aan de telefoon Angelina                         | 1971                  | -                     | -               | -            | Nr. 7 in de Vlaamse Top 10                                               |
| Kijk eens diep in mijn ogen                          | 1973                  | 07-07-1973            | 30              | 1            | Nr. 22 in de Radio 2 Top 30 Nr. 5 in de Vlaamse Top 10                   |
| 'k Heb mij in jou vergist                            | 1974                  | 22-06-1974            | 19              | 3            | Nr. 18 in de Radio 2 Top 30 Nr. 3 in de Vlaamse Top 10                   |
| Please be careful with my heart                      | 1982                  | 27-02-1982            | 9               | 11           | Nr. 6 in de Radio 2 Top 30                                               |
| Just a little smile                                  | 1982                  | 12-06-1982            | 11              | 8            | Nr. 2 in de Radio 2 Top 30                                               |
| I remember you                                       | 1982                  | 25-09-1982            | 13              | 14           | Nr. 7 in de Radio 2 Top 30                                               |
| It's a sin to miss a kiss from you                   | 1983                  | 19-02-1983            | 9               | 8            |                                                                          |
| My love song                                         | 1983                  | 14-05-1983            | 34              | 2            | als Danny Fabry Orkest / met Mister Beauty / Nr. 26 in de Radio 2 Top 30 |
| Cha la la song                                       | 1983                  | 10-09-1983            | 11              | 8            | Nr. 7 in de Radio 2 Top 30                                               |
| Love me again                                        | 1983                  | 17-12-1983            | 9               | 10           | met Conny Fabry / Nr. 2 in de Radio 2 Top 30                             |
| A little tiny kiss                                   | 1984                  | -                     |                 |              | Nr. 10 in de Radio 2 Top 30                                              |
| Capri it's fini                                      | 1984                  | -                     |                 |              | Nr. 10 in de Radio 2 Top 30                                              |
| Als je eenzaam bent vannacht                         | 1985                  | 09-03-1985            | 25              | 6            | Nr. 1 in de Vlaamse Top 10                                               |
| Zo is het leven (C'est la vie)                       | 1985                  | 06-07-1985            | 26              | 4            | met Conny Fabry / Nr. 1 in de Vlaamse Top 10                             |
| Koningin voor één nacht                              | 1985                  | 14-12-1985            | 29              | 1            | met Conny Fabry / Nr. 1 in de Vlaamse Top 10                             |
| Dans nog eenmaal met mij                             | 1986                  | 08-02-1986            | 32              | 1            | Nr. 1 in de Vlaamse Top 10                                               |
| Ik mis je                                            | 1988                  | 19-03-1988            | 12              | 8            | Nr. 4 in de Radio 2 Top 30 Nr. 1 in de Vlaamse Top 10                    |
| Ça c'est la vie                                      | 1989                  | 16-09-1989            | 36              | 7            | Goud Nr. 4 in de Vlaamse Top 10                                          |
| Blijf je bij mij                                     | 1990                  | 31-03-1990            | 47              | 2            | Goud Nr. 9 in de Vlaamse Top 10                                          |
| De telefoon huilt mee                                | 1990                  | 22-12-1990            | 16              | 8            | met Silvy Melody / Nr. 3 in de Vlaamse Top 10 / Goud                     |
| Al die tranen                                        | 1992                  | 22-02-1992            | 38              | 4            | Nr. 9 in de Vlaamse Top 10                                               |
| De allermooiste                                      | 04-03-2011            | 19-03-2011            | 28              | 5            | Nr. 26 in de Radio 2 Top 30 Nr. 1 in de Vlaamse Top 10                   |
| Zomaar verliefd                                      | 17-06-2011            | 09-07-2011            | tip27           | -            | Nr. 28 in de Radio 2 Top 30 Nr. 2 in de Vlaamse Top 10                   |
| Ogen vol vuur                                        | 21-10-2011            | 12-11-2011            | 43              | 2            | Nr. 4 in de Vlaamse Top 10                                               |
| Ça c'est la vie                                      | 09-01-2012            | 14-01-2012            | tip22           | -            | met De Pitaboys / Nr. 3 in de Vlaamse Top 10                             |
| Anita                                                | 20-04-2012            | 26-05-2012            | 39              | 5            | Nr. 1 in de Vlaamse Top 10                                               |
| Wat een heerlijke dag                                | 2012                  | 06-10-2012            | tip41           | -            | Nr. 4 in de Vlaamse Top 10                                               |
| Een meisje voor altijd                               | 2013                  | 02-02-2013            | tip11           | -            | Nr. 3 in de Vlaamse Top 10                                               |
| Désirée                                              | 2013                  | 25-05-2013            | tip24           | -            | Nr. 6 in de Vlaamse Top 10                                               |
| Fitter van getwitter                                 | 2013                  | 15-06-2013            | tip38           | -            | Nr. 4 in de Vlaamse Top 10                                               |
| Als ik de zomer in je ogen zie                       | 2013                  | 20-09-2013            | tip23           | -            | Nr. 5 in de Vlaamse Top 10                                               |
| Ik ben blij dat ik leef                              | 2014                  | 14-03-2014            | tip37           | -            |                                                                          |
| Volare                                               | 2014                  | 23-05-2014            | tip37           | -            | Nr. 7 in de Vlaamse Top 10                                               |
| Pretty woman                                         | 2014                  | 20-09-2014            | tip30           | -            | Nr. 13 in de Vlaamse Top 50                                              |
| Waarom ik en niet een ander                          | 2014                  | 22-11-2014            | tip34           | -            | Nr. 21 in de Vlaamse Top 50                                              |
| Wie had dat ooit gedacht                             | 2015                  | 21-03-2015            | tip30           | -            | met Kythana / Nr. 17 in de Vlaamse Top 50                                |
| Duizend keer                                         | 2015                  | 05-09-2015            | tip38           | -            | Nr. 22 in de Vlaamse Top 50                                              |
| Oh Madeleine                                         | 2015                  | 26-12-2015            | tip96           | -            | Nr. 19 in de Vlaamse Top 50                                              |
| Bij jou alleen                                       | 2016                  | 20-02-2016            | tip             | -            | Nr. 24 in de Vlaamse Top 50                                              |
| Rocky                                                | 2016                  | 14-05-2016            | tip             | -            | Nr. 27 in de Vlaamse Top 50                                              |
| Sweet sweet love                                     | 2016                  | 24-09-2016            | tip46           | -            | Nr. 20 in de Vlaamse Top 50                                              |
| Oh Champs Elysées                                    | 2016                  | 26-11-2016            | tip41           | -            | Nr. 22 in de Vlaamse Top 50                                              |
| Viva amor                                            | 2017                  | 25-02-2017            | tip             | -            | Nr. 30 in de Vlaamse Top 50                                              |
| Dansen op de reggaebeat                              | 2017                  | 09-09-2017            | tip34           | -            | Nr. 13 in de Vlaamse Top 50                                              |
| My little lady                                       | 2017                  | 09-12-2017            | tip             | -            | met Bart Anneessens Cops / Nr. 46 in de Vlaamse Top 50                   |
| Hallo                                                | 2018                  | 03-02-2018            | tip39           | -            | Nr. 14 in de Vlaamse Top 50                                              |
| Ik denk heel de tijd aan jou                         | 2018                  | 25-08-2018            | tip38           | -            | Nr. 19 in de Vlaamse Top 50                                              |
| Zolang muziek in mij klinkt                          | 2019                  | 26-01-2019            | tip             | -            | Nr. 24 in de Vlaamse Top 50                                              |
| Jij bent mijn nummer één                             | 2019                  | 22-06-2019            | tip             | -            | Nr. 31 in de Vlaamse Top 50                                              |
| Moviestar                                            | 2020                  | 25-01-2020            | tip             | -            | Nr. 28 in de Vlaamse Top 50                                              |
| Kom laat je maar eens gaan (De zomer komt eraan)     | 2020                  | 27-06-2020            | tip46           | -            | Nr. 25 in de Vlaamse Top 50                                              |

## Galerij

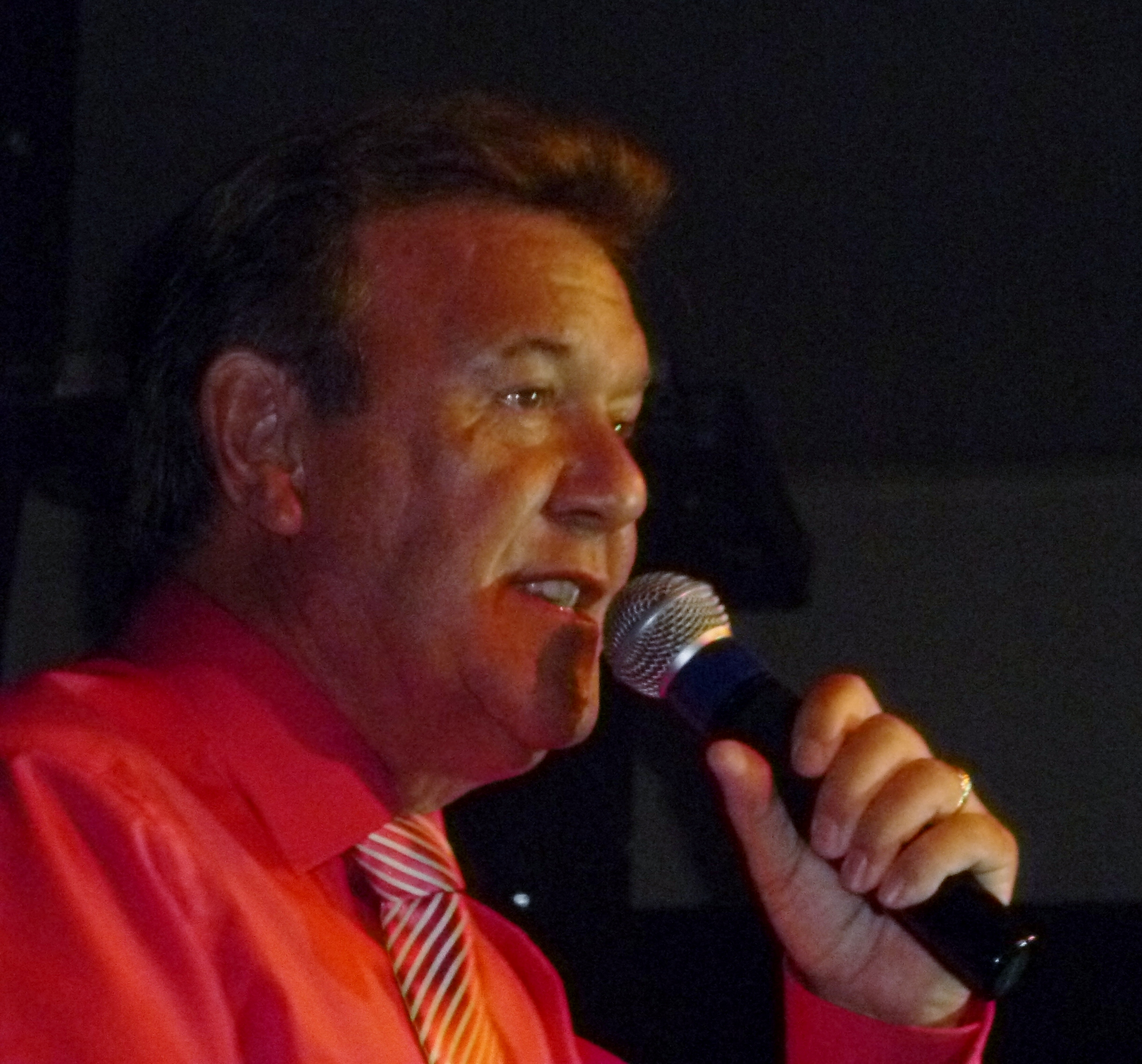
Danny Fabry op het podium
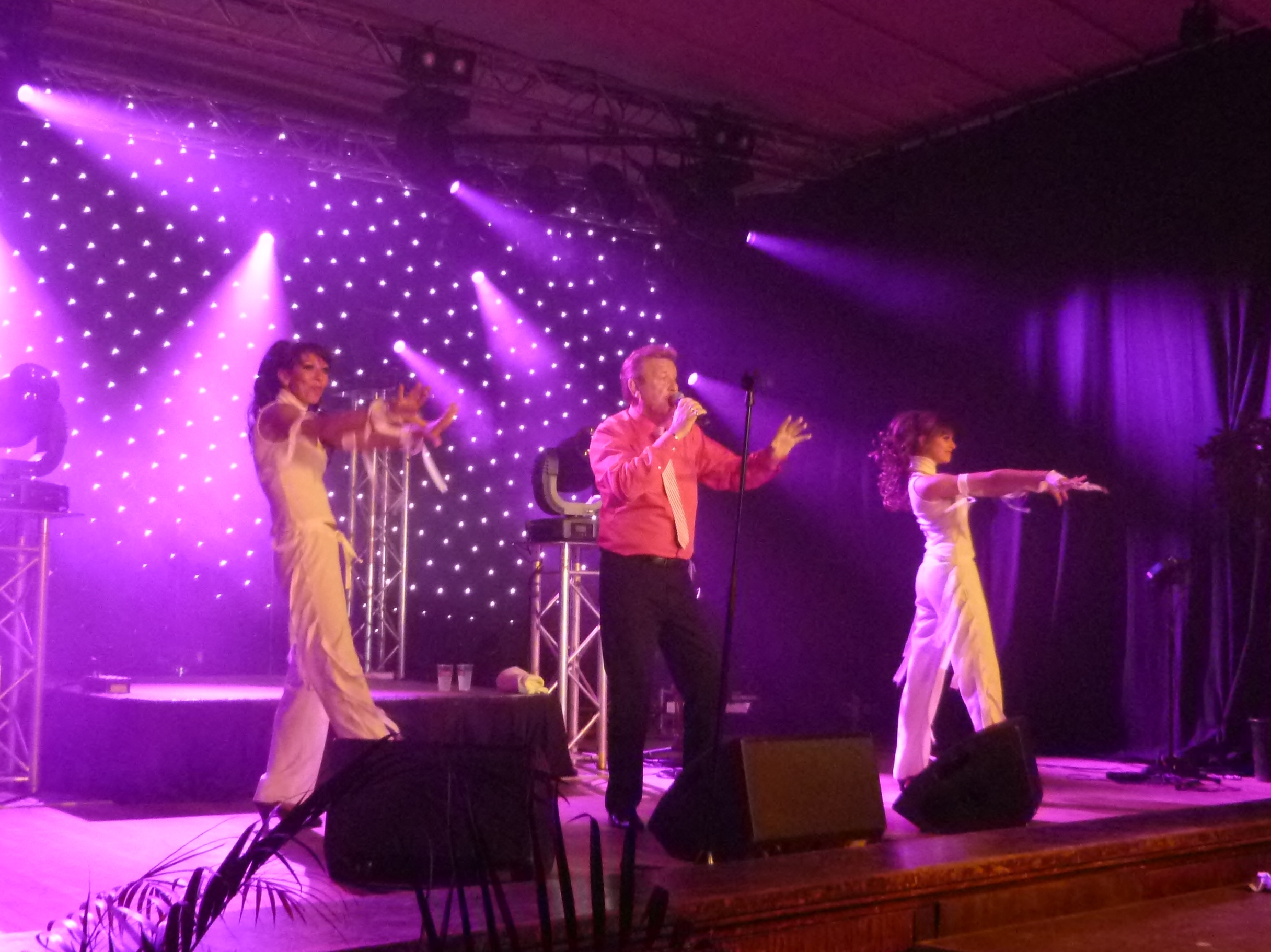
Danny Fabry met danseressen
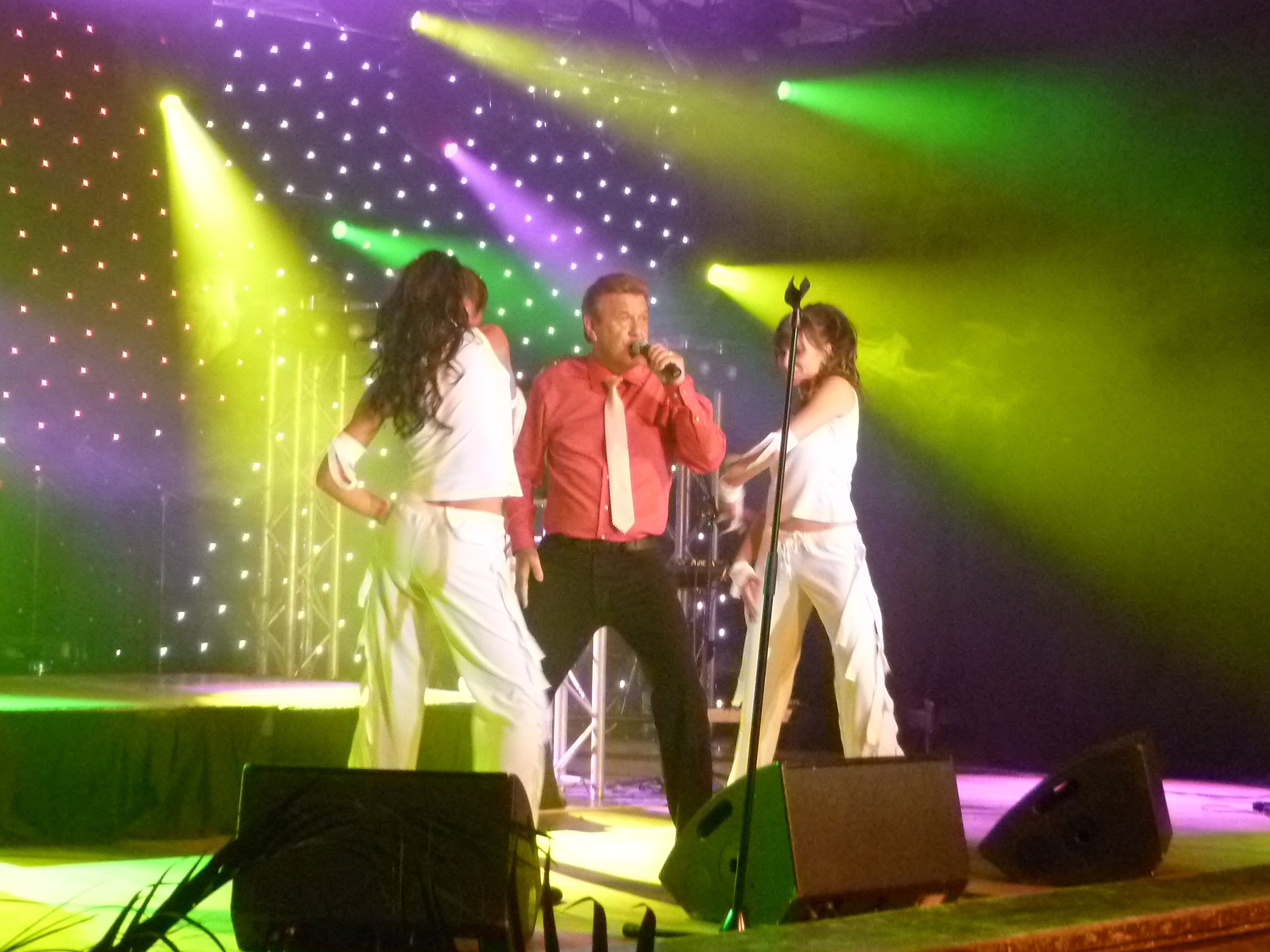
Danny Fabry met danseressen